# Gigny-Bussy
Gigny-Bussy är en kommun i departementet Marne i regionen Grand Est (tidigare regionen Champagne-Ardenne) i nordöstra Frankrike. Kommunen ligger i kantonen Saint-Remy-en-Bouzemont-Saint-Genest-et-Isson som tillhör arrondissementet Vitry-le-François. År 2022 hade Gigny-Bussy 227 invånare.

## Befolkningsutveckling
Antalet invånare i kommunen Gigny-Bussy
| Referens: INSEE |